# Scopula sublactata
Scopula sublactata là một loài bướm đêm trong họ Geometridae.